# 江南哲夫
江南 哲夫（えなみ てつお、1853年（嘉永6年） - 1916年（大正5年）11月21日）は、会津藩士、白虎隊士、実業家、書家。旧姓林、諱は哲夫、号は蝦農。勲六等瑞宝章。

## 経歴
文久元年（1861年）に会津藩の「南学館友善社」に入り漢学を修めると、大学試験に及第し藩校「日新館」に入る。戊辰戦争で、15歳で白虎隊士として越後口に転戦し、戦後高田に謹慎となる。謹慎の間、南摩羽峯に学び、明治3年（1870年）に赦されて上京、増上寺徳水院の藩塾に入る。のち淀藩主・稲葉正邦公の給費生となり、淀に赴き同藩校に入り、転じて同年大阪開成所に入り英学を修める。次いで、各地を転々とし、斗南藩の洋学塾および「東奥義塾」に学ぶ。
明治7年（1874年）に慶應義塾に入学し、卒業後の明治10年（1877年）三菱合資会社に入り社長・岩崎弥太郎に随行し神戸・長崎支店に赴き、明治11年（1878年）に上海支店勤務。のち北海道での農業を志し職を辞し、岩崎弥之助の側近として興亜会などに関係した。明治17年（1884年）第二十国立銀行に入り、函館支店支配人。明治21年（1888年）第一銀行に入り韓国に渡り、明治24年（1891年）に帰国。明治30年（1897年）東京火災保険会社に入社。明治33年（1900年）南山合資会社を設立し三菱から独立。これを売却し明治35年（1902年）に京釜鉄道に入社し、京城支店長となり重役を代理。明治37年（1904年）の速成令のため休職となり、明治38年（1905年）免職となる。明治41年（1908年）日露戦争の功により勲六等瑞宝章を受章。
作詩や書道を好み『瓦礫集』を出版した。

## 著作
- 『朝鮮財政論』
- 『當五銭低落管見』